# ATV (Aruba)
Alternativa TV (ATV, en papiamento: Alternatief TV) es un canal de televisión comercial de Aruba.

## Historia
Inició sus emisiones el 1 de septiembre de 1996, siendo el primer canal de televisión comercial en la isla, por delante de la estatal Telearuba. La estación tiene la señal de llamada de PJA-TV (siguiendo el estándar en las Antillas Neerlandesas y Países Bajos, con señales de llamada PJ), aunque va por su marca de "ATV". En sus comienzos era de carácter generalista, y desde 2014 era un canal afiliado a la cadena estadounidense NBC bajo el nombre de NBC Aruba, siendo así la primera estación de televisión en ser afiliada a una cadena de televisión extranjera. Fue propiedad de ABC Media NV, con sede en Oranjestad. 
En 2016, ABC Media entró en bancarrota y todos los activos de la estación fueron cedidos a la NBC, y su departamento de noticias locales fue cancelado y pasó ser como una estación repetidora de la estación matriz de la WNBC en Nueva York. Es el único canal afiliado a la NBC fuera de Estados Unidos, luego del canal de Bermudas VSB-TV en 2014.
ATV también emitía varias producciones locales, incluyendo Noticia Awenochi, Time Out, Mesa Rondo, 15 en 15, Pulso Latino, Trend Alert, Stylish Living y coberturas en vivo de eventos y noticias de última hora.

## Ubicación
Los estudios de ATV se encontraban en el centro comercial Royal Plaza Mall, en el centro de Oranjestad.